# 路易斯·迪肯
路易斯·迪肯（英語：Louis Deacon；1980年10月7日—）是一位已經退役的英格蘭橄欖球運動員。他是英格蘭國家橄欖球隊的一員，代表英格蘭參加了2011年世界盃橄欖球賽。